# Rainbow Bar and Grill

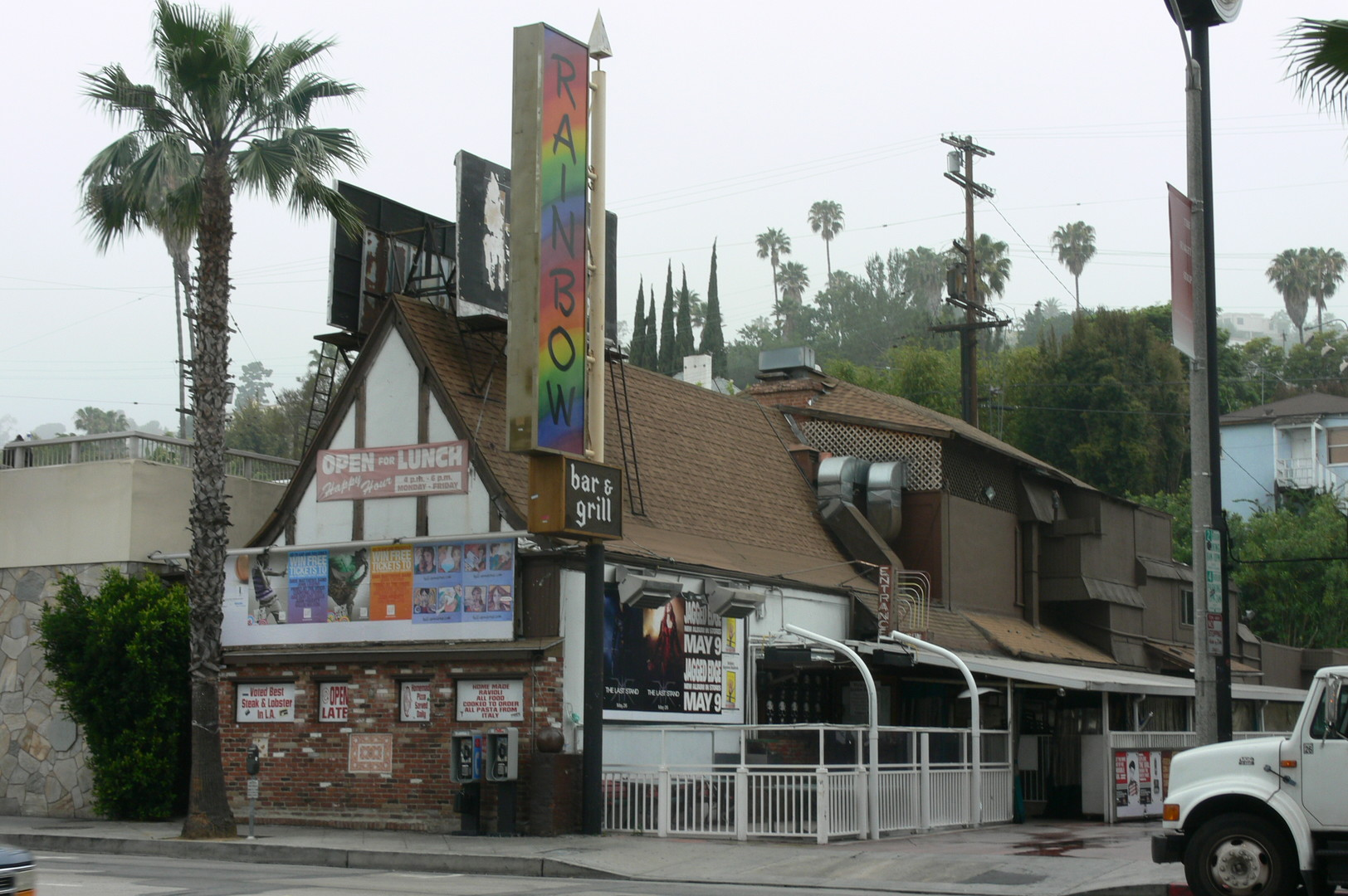
Rainbow Bar and Grill

The Rainbow Bar and Grill ist eine Bar und Restaurant auf dem Sunset Strip in West Hollywood (Kalifornien), Vereinigte Staaten, an der Grenze zu Beverly Hills gelegen. Im Erdgeschoss befindet sich das Restaurant The Rainbow Bar and Grill. Im Obergeschoss ist ein exklusiver Club namens Over the Rainbow eingerichtet, der aus einer Bar, einer Tanzfläche und einem DJ-Pult besteht. Das Restaurant liegt neben dem The Roxy Theatre und dem Key Club, die Adresse lautet 9015 Sunset Boulevard.

## Geschichte
Das Gebäude wurde in den späten 1920er Jahren erbaut und hieß ursprünglich Mermaid Club Cafe. 1933 wurde es von dem Filmregisseur Vincente Minnelli und dem Stummfilmschauspieler und Regisseur Allen Dale übernommen und als The Villa Nova eröffnet. Dale hatte eine strikte Regel: „Keine Presse!“ Der Baseballspieler Joe DiMaggio und die Schauspielerin Marilyn Monroe trafen sich 1952 zum Blind Date im Restaurant, und Regisseur Minnelli wählte ihn als Ort, um seiner Freundin Judy Garland erfolgreich einen Antrag zu machen.
Die Villa Nova wurde Anfang 1972 an Elmer Valentine, den Filmproduzenten Lou Adler und Mario Maglieri verkauft. Sie nannten das Restaurant als Hommage an Judy Garland in The Rainbow um, auch als Symbol für Frieden und Freiheit. Ursprünglich wollten sie es Over The Rainbow nennen, bekamen dafür aber keine Genehmigung.
Am 16. April 1972 wurde die Lokalität mit einer Party für den britischen Sänger und Komponisten Elton John eröffnet. Schnell entwickelte sich das Lokal zu einem Treffpunkt für Prominente aller Art. Der US-amerikanische Sänger und Filmschauspieler John Belushi aß sein letztes Gericht, eine Linsensuppe am Tisch 16. Viele Jahre lang war Mario Maglieri der Betreiber. Das Rainbow wurde bekannt als Treffpunkt für Rockmusiker und ihre Groupies. Zu den bemerkenswerten Stammgästen im Rainbow in dieser Zeit gehörten Keith Moon, Alice Cooper, Micky Dolenz, Harry Nilsson, John Lennon, Ringo Starr und Neil Diamond. Die Band Rainbow von Ritchie Blackmore wurde 1975 von der Rainbow Bar and Grill inspiriert.
Auch Elvis Presley und Johnny Cash besuchten gelegentlich das Rainbow. Eine Gruppe von Musikern, die sich selbst die „Hollywood-Vampire“ nannte, machte das Rainbow Mitte der 1970er Jahre zu ihrem Zuhause. Der Musikproduzent Kim Fowley hing im Rainbow herum, besonders 1975, als er die Frauenrockband The Runaways gründete. Die Schauspielerin und Musikerin Cheryl Smith bekam schon früh in ihrer Karriere das Pseudonym „Rainbeaux Smith“, da sie häufig im Rainbow gastierte; sie ersetzte kurzzeitig Sandy West als Schlagzeugerin von „The Runaways“ zum Ende des Bestehens dieser Band.
Als sich die musikalischen Trends auf dem Strip in den 1980er Jahren in Richtung Heavy Metal änderten, folgte das Rainbow diesem Trend. Bandmitglieder von Mötley Crüe, Poison und Guns N' Roses frequentierten regelmäßig die Bar. Der Leadsänger Anthony Kiedis von den Red Hot Chili Peppers berichtet in seiner Autobiographie „Scar Tissue“ (2004), dass er oft zusammen mit seinem Vater John Kiedis sowie mit Mitgliedern von Bands wie Led Zeppelin und Kiss im Club saß. Oft waren die Kellnerinnen und Barkeeper gleichzeitig auch Groupies, genau wie jene, die das Etablissement regelmäßig besuchten. In Pamela Des Barres’ Buch „Let's Spend the Night Together“ kommentierte die Autorin, dass sie als Kneipenhockerin in den frühen 1980er Jahren eine Reihe von Berühmtheiten kennenlernte, darunter Billy Idol. In den letzten zwei Jahrzehnten seines Lebens war Lemmy Kilmister, Frontmann der englischen Hardrockband Motörhead, regelmäßig im Rainbow, wenn die Band nicht auf Tournee war, und spielte an einem Videopoker-Spielautomaten am Ende der Theke. Auch seine offizielle Trauerfeier fand dort statt.
Seit Juni 2016 gibt es im Rainbow jeden Mittwochabend von 22 Uhr bis zum Ladenschluss Liveacts von wechselnden Musikern. Sowohl lokale Acts als auch verschiedene bekannte Musiker treten auf, um jede Woche ausgewählte klassische Rock-Cover-Songs vorzutragen. Während dieser Zeit fanden viele Jam-Band-Treffen auf dem Sunset Boulevard in der Gegend statt. Auch die umliegenden Nachtclubs Viper Room und Whisky a Go Go schlossen sich dem Rainbow an, indem sie es Musikern ermöglichten, an verschiedenen Abenden der Woche ebenfalls Jams zu veranstalten.
Das US-amerikanischen Musikmagazin Revolver verlieh 2009 dem Rainbow den „Revolver Golden Gods Awards“ in der Kategorie „Revolver Metal Industry Award“. Am 18. Januar 2017 wurde das Rainbow in die „Hall of Heavy Metal History“ aufgenommen, weil es neue Heavy Metal Acts bekannt machte.

## Referenzen in der Populärkultur

### Musik
Das Lokal wurde in mehreren Liedtexten erwähnt:
- Der Songwriter Warren Zevon aus Los Angeles bezog sich in der letzten Strophe seines Liedes „Poor Poor Pitiful Me“ (1976) auf die Bar: “I met a girl at the rainbow bar. She asked me if I'd beat her.”
- Der Track „Rainbow Bar & Grill“ vom Cheech-und-Chong-Album „Let's Make a New Dope Deal“ (1979) handelt von der Bar und dem Restaurant.
- Jimmy Buffett – „You'll Never Work In This Bidness Again“ (1986): “I parked cars at the Rainbow, I sold maps of the stars …”
- Redd Kross – „Peach Kelli Pop“ (1987): “Laughing at all the assholes at the Rainbow. Flying so high on coke. What a joke … wooh!”
- W.A.S.P. – „Sunset and Babylon“ (1993): “At the Rainbow bar and grill, I’ll drink till I get my fill.”
- L. A. Guns – „Vampire“ (2005): “Walking down the Sunset strip. Cast no shadow at The Whisky. At the Rainbow getting lit.”
- 2020 veröffentlichte David Lee Roth in Zusammenarbeit mit dem Metal-Gitarristen John 5 den Song Somewhere over the Rainbow Bar and Grill.[17]

### Musikvideos
Die Bar ist zu sehen in folgenden Musikvideos:
- Don’t Cry (1991), November Rain (1992), Estranged (1994) von Guns n’ Roses[18]
- Rock Out von Motörhead (2008)
- The Angel Song von Great White (1989)
- Murder One von Metallica (2016)

### Film und Fernsehen
- In der Dokumentation „The Decline of Western Civilization Part II – The Metal Years“ (1988) von Penelope Spheeris sind Außenaufnahmen zu sehen.
- Die US-amerikanische Fernsehserie Californication (2007–2014) mit Hauptdarsteller David Duchovny hat eine längere Szene im Rainbow in der Folge „The Great Ashby“ (Staffel 2, Episode 2).[19]
- „Lemmy“ ist ein US-amerikanischer Dokumentarfilm über den britischen Musiker Lemmy Kilmister, den Bandleader und Sänger der Band Motörhead, aus dem Jahr 2010, in der mehrere Szenen von Lemmy im Innenraum gedreht wurden.
- Einige Szenen der US-amerikanischen Netflix-Filmbiografie „The Dirt – Sie wollten Sex, Drugs & Rock’n’Roll“ (2018) über die Geschichte der Glam-Metal-Band Mötley Crüe spielen in dem Club.[20]
- Regisseur Zak Knutson drehte 2019 die Dokumentation „The Rainbow – Wohnzimmer des Rock'n Roll“.[21]

### Sonstige
- Das Rainbow erschien im 2017er Fantasy-Roman „The Road To Roo Inn“ von Morat.
- Der Parfümhersteller „19-69“ benannte 2018 ein Eau de Parfum nach der „Rainbow Bar“.[22]